# Mangifera dewildei
Mangifera dewildei är en sumakväxtart som beskrevs av A.J.G.H. Kostermans. Mangifera dewildei ingår i släktet Mangifera och familjen sumakväxter. Inga underarter finns listade i Catalogue of Life.